# Montreuil-Poulay
Montreuil-Poulay ist eine französische Gemeinde mit 374 Einwohnern (Stand: 1. Januar 2022) im Département Mayenne in der Region Pays de la Loire. Die Gemeinde gehört zum Kanton Lassay-les-Châteaux im Arrondissement Mayenne. Die Einwohner werden Montreuillois-Pauliaciens genannt.

## Geographie
Montreuil-Poulay liegt etwa 38 Kilometer nordnordöstlich von Laval. Umgeben wird Montreuil-Poulay von den Nachbargemeinden Chantrigné im Norden und Nordwesten, Le Horps im Osten, Champéon im Süden und Südosten, Saint-Fraimbault-de-Prières im Südwesten sowie Saint-Loup-du-Gast im Westen.

## Bevölkerungsentwicklung
| Jahr      | 1962 | 1968 | 1975 | 1982 | 1990 | 1999 | 2006 | 2019 |
| Einwohner | 330  | 270  | 416  | 401  | 364  | 414  | 404  | 374  |

## Sehenswürdigkeiten
- Kirche Saint-Martin in Montreuil
- Kirche Saint-Pierre-et-Saint-Paul in Poulay

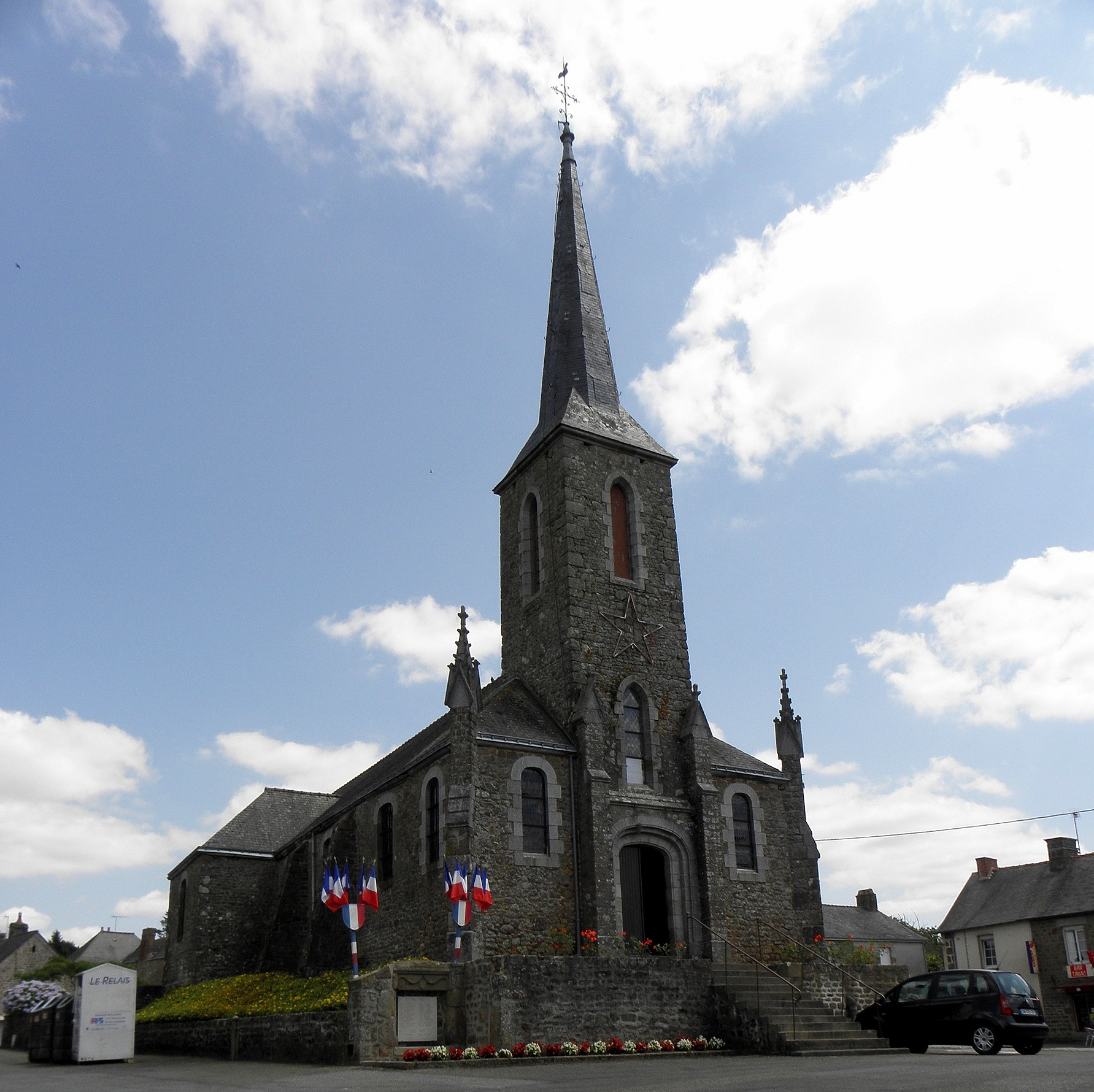
Kirche Saint-Martin
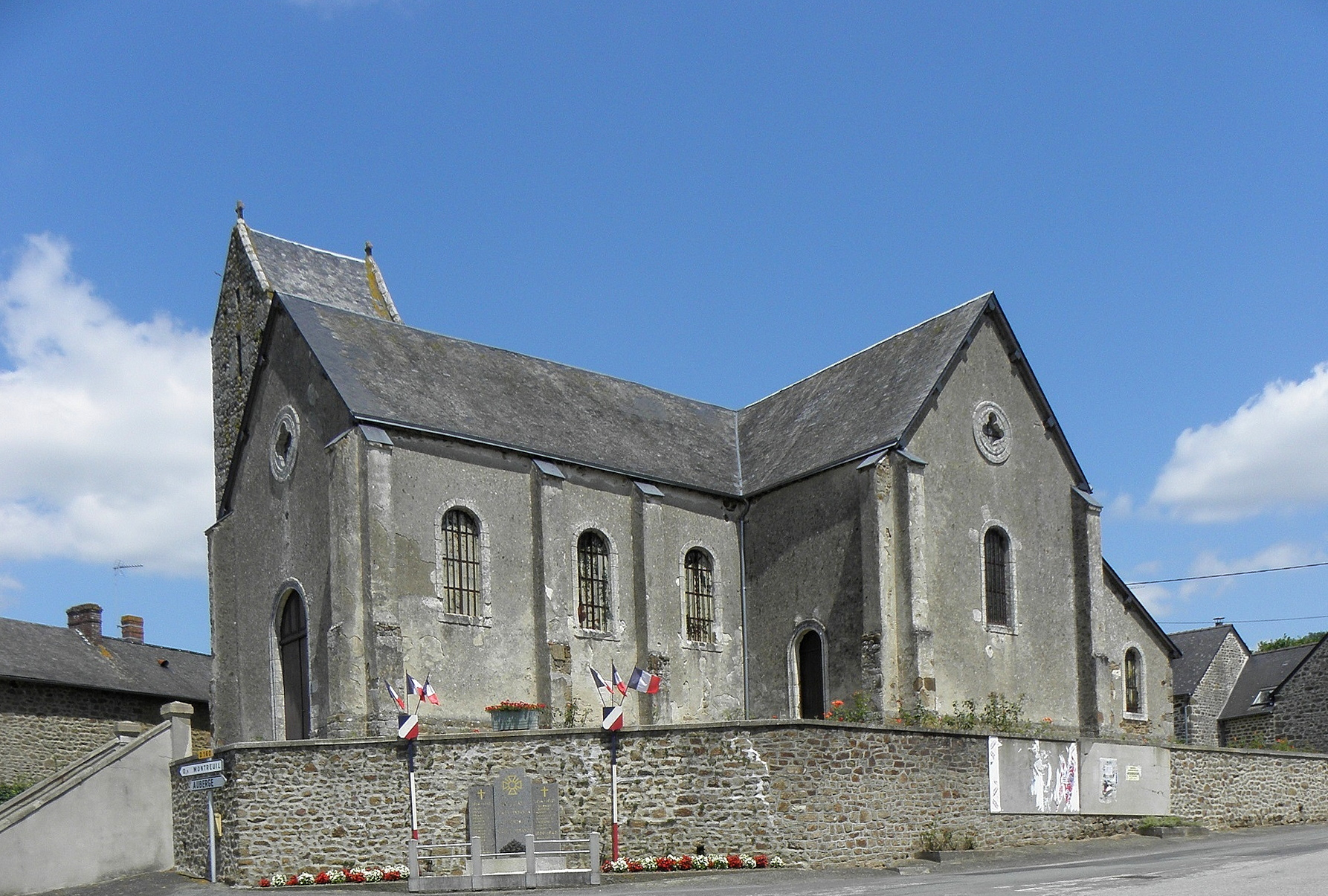
Kirche Saint-Pierre-et-Saint-Paul